# Loving Someone
«Loving Someone» es una canción de pop rock interpretada por la banda británica The 1975 y lanzada como séptimo y último sencillo de su segundo álbum de estudio I Like It When You Sleep, for You Are So Beautiful Yet So Unaware of It. La canción fue escrita por George Daniel, Matthew Healy, Adam Hann y Ross MacDonald. Mike Crossey se encargó de la producción junto a Daniel y Healy.
Una canción de R&B, "Loving Someone" tiene una producción electrónica que incorpora elementos de la palabra hablada, la folktrónica y el soul británico. Healy canta y rapea la letra, que sirve como un comentario centrado en la cultura juvenil, en un estilo de burla. La canción implora a los oyentes que piensen críticamente sobre la fama mientras se enfocan en temas de amor condicional y homofobia. Tras su lanzamiento, la canción recibió críticas generalmente positivas de los críticos de música contemporánea. Los críticos destacaron la calidad de su producción y el humor negro.
El 20 de enero de 2017 se lanzó un video musical que lo acompaña, filmado en vivo en el O2 Arena. La imagen presenta imágenes de la banda tocando, primeros planos de los miembros individuales y fanáticos en la multitud. Para promocionar "Loving Someone", The 1975 interpretó la canción en una gira y en varios festivales de música, incluido el Bunbury Music Festival y el Hangout Music Festival. Healy dedicó la canción a la comunidad LGBT, así como a los estadounidenses negros, musulmanes y liberales. Healy estuvo involucrado en un polémico beso con un fan masculino en Dubái durante la interpretación de la canción, lo que lo llevó a disculparse por poner en peligro a la persona debido a las estrictas leyes anti-LGBTQ en los Emiratos Árabes Unidos.

## Antecedentes
En una entrevista con Coup de Main, el baterista y productor de The 1975, George Daniel, le dijo a Shahlin Graves que "Loving Someone" pasó por varias iteraciones. Supuestamente comenzó a crear la canción "simplemente jugando", como si estuviera intentando escribir una pieza de melodía. El productor usó una vieja raíz de la voz del cantante principal Matthew Healy y cortó las sílabas antes de ingresar las notas, un proceso que comparó con "esencialmente simplemente improvisar usando raíces". Daniel continuó arrastrando y cortando rítmicamente la plica, asegurándose de que se desarrollara en la clave adecuada. Una vez que se creó una parte sucinta a partir de entonces, la combinó con una "melodía realmente simple" que quería antes de encontrar las notas adecuadas y comenzar a trabajar en la letra. No había palabras en las sílabas utilizadas en la raíz finalizada, pero fonéticamente la muestra sonaba como la frase "amando a alguien", por lo que 1975 desarrolló la letra en torno a eso. Hablando con Ali Shutler de Dork, Healy reveló que "Loving Someone" se inspiró en la frase "Oigan, niños, todos somos iguales. Qué vergüenza", de la canción del álbum "Paris". El cantante dijo que la canción anterior ayudó a crear "todo el pegamento del conocimiento de que todos somos testigos de esta locura".

## Composición y letra
Musicalmente, "Loving Someone" es una canción de R&B con una duración de cuatro minutos y veinte segundos (4:20). La canción fue escrita por los miembros de la banda Daniel, Healy, Adam Hann y Ross MacDonald, mientras que la producción estuvo a cargo de los dos primeros junto con Mike Crossey. La producción electrónica de la pista se compone de un ritmo de batería insistente, sintetizadores "flotantes" e influencias de la palabra hablada, la folktrónica y el soul británico. La entrega vocal de Healy es una mezcla de canto y rap en un estilo falso.
"Loving Someone" es un comentario tanto social como político que se enfoca en la cultura juvenil moderna, usando humor negro para explorar temas de amor condicional y homofobia. La canción comienza con una voz aguda que canta el estribillo: "You should be loving someone / Yeah, you should be loving someone". Healy insta al oyente a pensar críticamente sobre la fama mientras se burla de la integridad de las celebridades por su falta de significado, así como por su obsesión por usar el sexo para vender. En otra parte, Healy cita al situacionista marxista francés Guy Debord cuando canta "Soy la economía griega del cobro de cheques intelectuales", haciendo referencia al colapso económico griego y comparándolo con cómo él no es tan inteligente como se presenta.

## Lista de canciones
Limited Edition 7" disco vinyl
1. "Loving Someone" - 4:20
2. "Somebody Else" - 5:48